# Six-Shooter Justice
Six-Shooter Justice é um filme norte-americano de 1917, do gênero faroeste, estrelado por Harry Carey e Claire Du Brey.

## Elenco
- Harry Carey
- Claire Du Brey
- William Steele - (como William Gettinger)
- A. E. Witting